# Logical Disk Manager
Logical Disk Manager (укр. Менеджер логічних дисків) — це підсистема що дозволяє маніпулювати фізичними та логічним томами в операційних системах родини Microsoft Windows NT. Розроблена Microsoft та Veritas Technologies.. Вперше цей менеджер був представлений в операційній системі Windows 2000 і підтримується в Windows XP, Windows Server 2003, Windows Vista, Windows 7, Windows 8, Windows 10 і Windows 11. А також графічний інструмент для керування дисками на основі Microsoft Management Console. У Windows 8 і Windows Server 2012 Майкрософт відмовилась від LDM на користь Storage Spaces.
Менеджер логічних дисків використовує свій формат розмітки диску — динамічній диск. Це надає розширені можливості керування логічними розділами порівняно з стандартними, або як воно називається тут — базовими дисками. Динамічні диски використовують гнучку структуру зберігання даних, яка дозволяє створювати логічні томи, що охоплюють кілька дисків, програмний RAID та інші складні конфігурації. Але лише серверні версії Windows можуть підтримувати функціонал RAID5.
Підтримка динамічних дисків з'явилась в Windows 2000, в FreeBSD та Linux починаючи з версії ядра 2.4.8. Причому в Windows XP Home Edition і Windows Vista Home Basic і Premium не підтримуються програмні RAID.